# Renaud Camus
Renaud Camus (* 10. srpen 1946, Chamalières, departement Puy-de-Dôme) je francouzský spisovatel, filosof a politický aktivista, stavící se proti imigraci. Platí za anticipátora Národní fronty, francouzské pravicové politické strany.

## Život
Camus se narodil v Auvergni a žije v současnosti na svém hradě Château de Plieux v departementu Gers. Svá studia absolvoval částečně ve Spojeném království a Spojených státech.
Angažuje se pro práva komunity LGBT. Ve svých knihách se často zabývá svou vlastní homosexualitou.

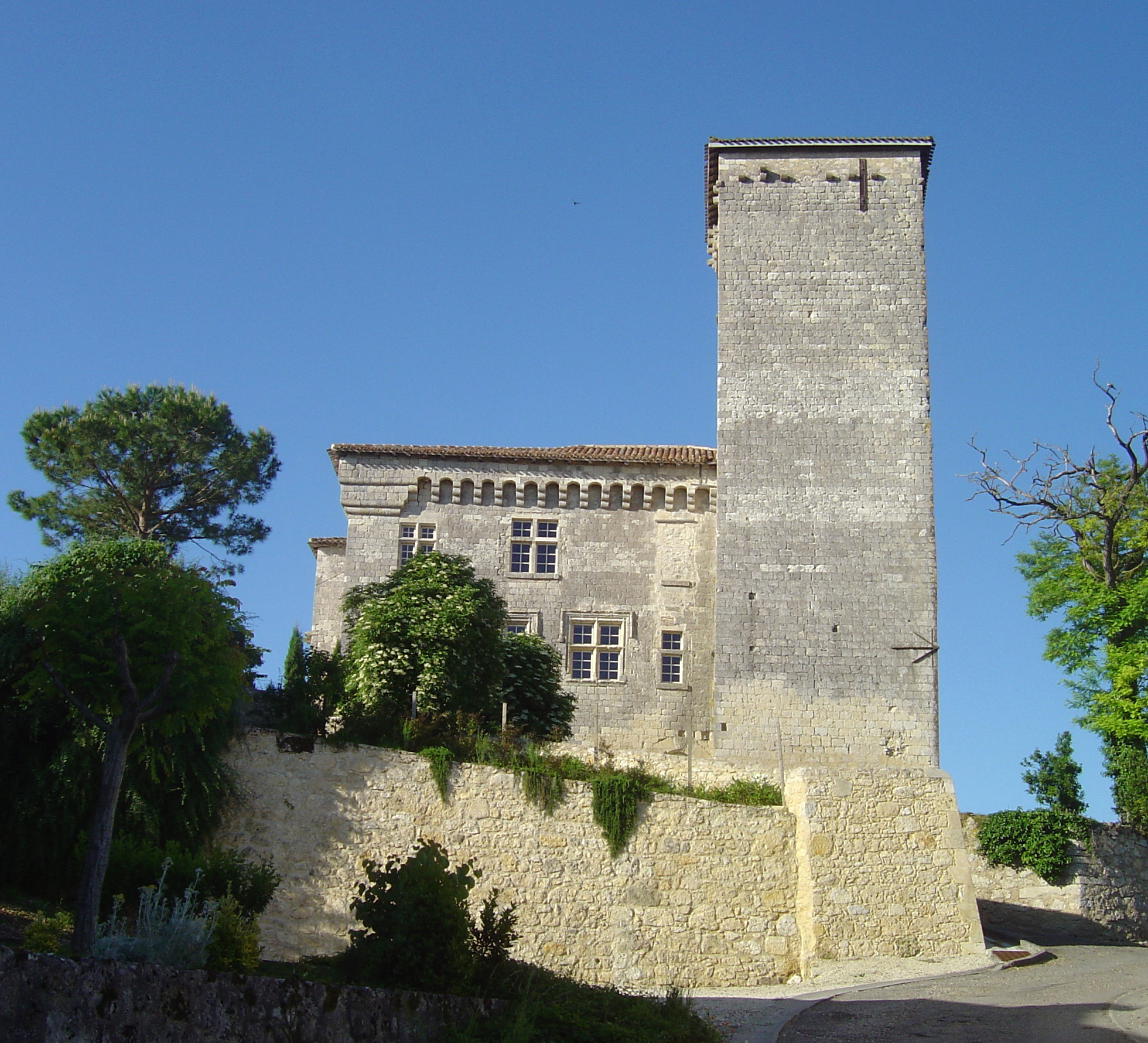
Bydliště Renauda Camuse Château de Plieux ze 14.–16. století v departementu Gers

## Názorové postoje, mj. k islámu ve Francii
Některými svými kritiky je Camus kvůli svým názorům řazen ke krajní pravici.
Jeho jméno bylo dáváno např. britským deníkem The Daily Telegraph do souvislosti s literátem Michelem Houellebecqem (a jeho románem Podvolení) či s Éricem Zemmourem, kteří oba taktéž tvrdí, že francouzská národní identita byla nevratně zničena masovým přistěhovalectvím a nárůstem islámu ve Francii.
Renaud Camus je autorem francouzského jazykového termínu le Grand Remplacement („velká záměna“), který vyjadřuje resp. podchycuje mnohostrannou demografickou proměnu francouzské populace na úkor té původní.
Na mezinárodní konferenci o islamizaci v Paříži dne 18. prosince 2010 označil muslimy za kriminálníky a kolonizátory apod., čím na sebe upozornil natolik, že za tyto a jiné výroky stanul před soudem, který jej za ně o čtyři roky později odsoudil k peněžité pokutě ve výši 4 000 eur.

## Publikační činnost

### Přehled děl v originále (výběr)
- Campagne de France, journal 1994 (neoficiální překlad: Francouzské tažení) – Vydání této publikace způsobilo ve Francii skandál.[10]

### České překlady z francouzštiny
- Král Román (orig. "Roman Roi: roman"). 1. vyd. Praha: EWA, 1996. 452 S. Překlad: Helena Beguivinová. Doslovem opatřila: Jovanka Šotolová.[11]

## Galerie

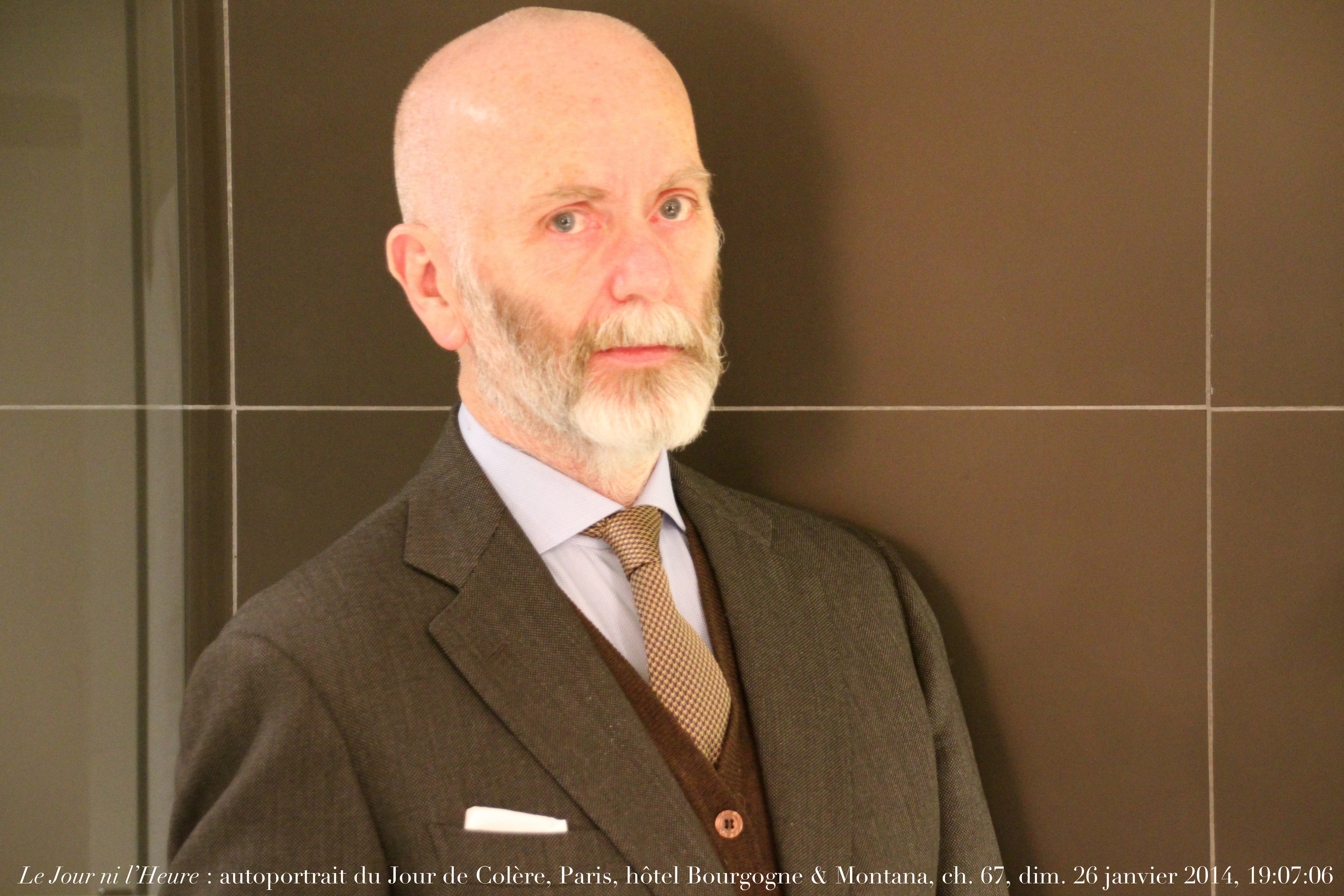
Autoportrét Renauda Camuse, Paříž 2014
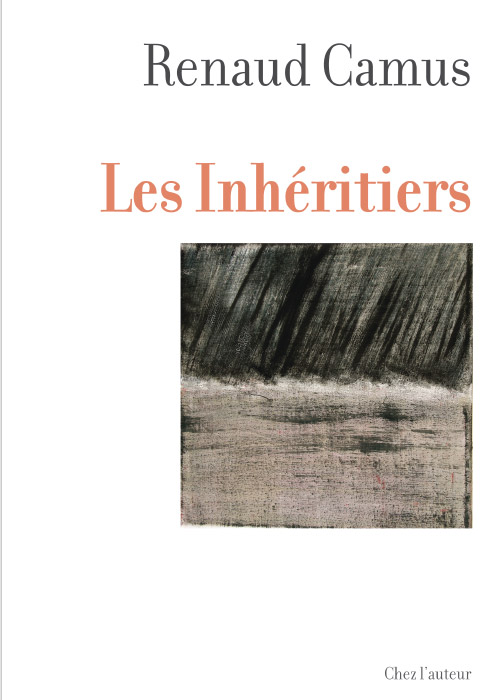
Renaud Camus: Les Inhéritiers (obálka knihy)
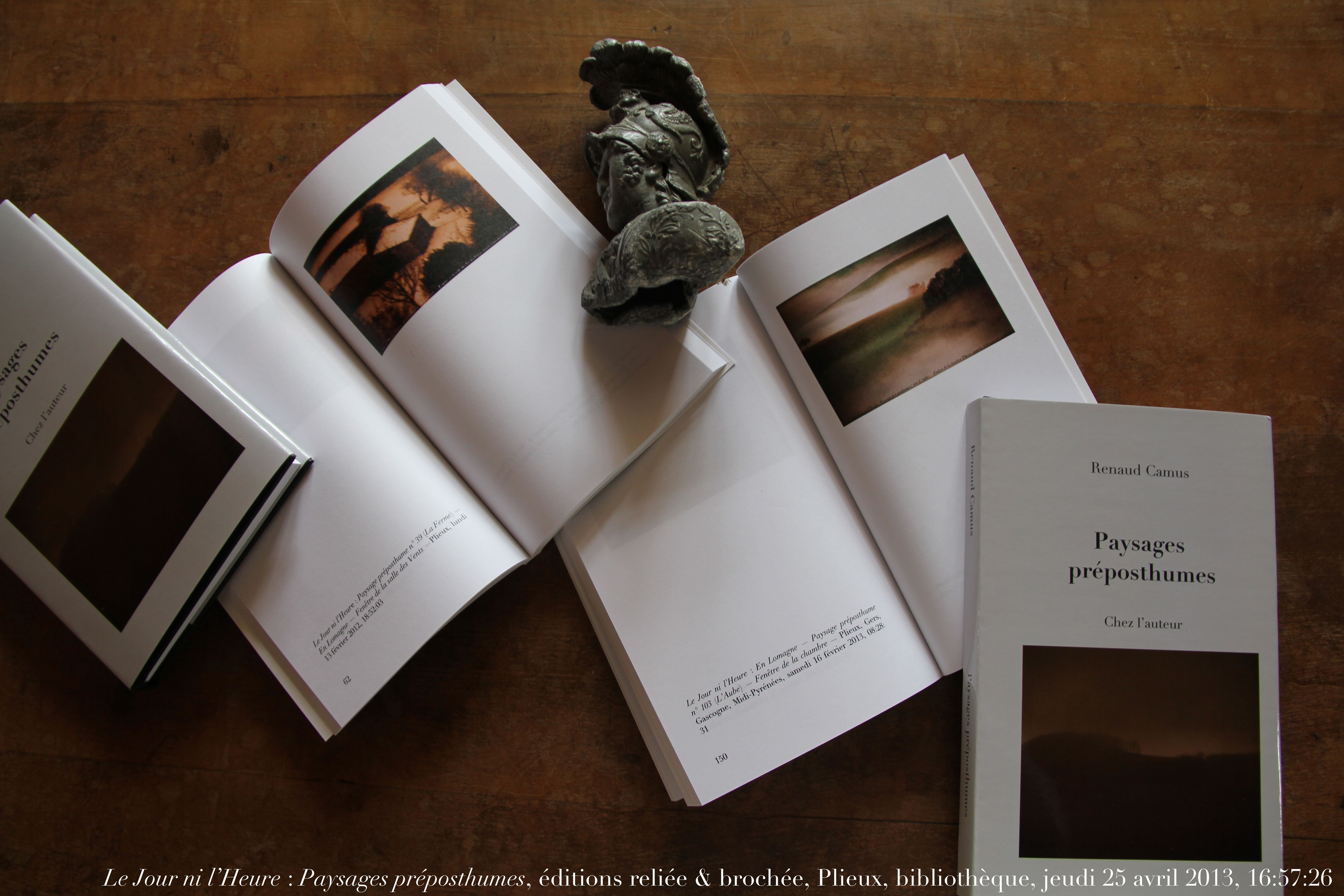
Renaud Camus: Paysages préposthumes (obálka knihy)
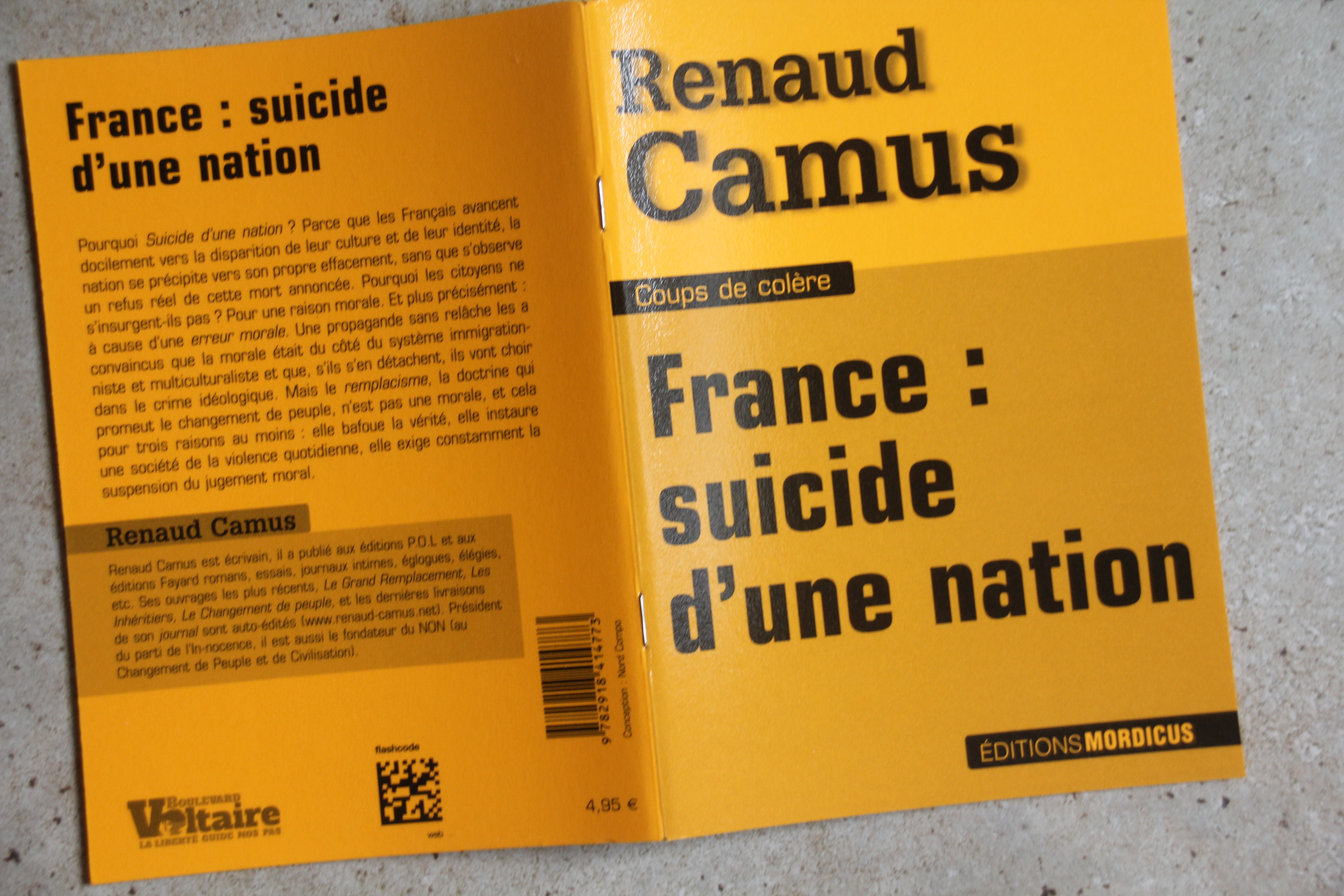
Renaud Camus: France: suicide d’une nation (obálka knihy, 2014)